# ميتشل بارد
ميتشل جفري بارد المدير التنفيذي للمؤسسة التعاونية الأمريكية الإسرائيلية (بالإنجليزية: American-Israeli Cooperative Enterprise)‏ ومدير المكتبة اليهودية الافتراضية. يعتبر من أعضاء اللوبي اليهودي في الولايات المتحدة.
ألف كتاباً أسماه اللوبي العربي، تحدث فيه عن أشخاص مهتمين بمصالحهم الشخصية يعملون لصالح جهات أجنبية تهدد المصالح الأمريكية في الشرق الأوسط.